# Shane Perkins
Shane Perkins (Melbourne, 30 de diciembre de 1986) es un deportista australiano que compitió en ciclismo en la modalidad de pista (desde 2017 bajo la bandera de Rusia), especialista en las pruebas de velocidad por equipos y keirin. Su esposa Kristine Bayley y su cuñado Ryan Bayley compitieron en el mismo deporte.
Participó en los Juegos Olímpicos de Londres 2012, obteniendo una medalla de bronce en la prueba de velocidad individual, el cuarto lugar en velocidad por equipos y el quinto en keirin.
Ganó cuatro medallas en el Campeonato Mundial de Ciclismo en Pista entre los años 2006 y 2012, y una medalla de plata en el Campeonato Europeo de Ciclismo en Pista de 2017.

## Medallero internacional
| Representando a Australia |                          |                   |                       |
| Juegos Olímpicos          |                          |                   |                       |
| Año                       | Lugar                    | Medalla           | Competición           |
| 2012                      | Londres (Reino Unido)    | Medalla de bronce | Velocidad individual  |
| Campeonato Mundial        |                          |                   |                       |
| Año                       | Lugar                    | Medalla           | Competición           |
| 2006                      | Burdeos (Francia)        | Medalla de bronce | Velocidad por equipos |
| 2010                      | Ballerup (Dinamarca)     | Medalla de plata  | Velocidad individual  |
| 2011                      | Apeldoorn (Países Bajos) | Medalla de oro    | Keirin                |
| 2012                      | Melbourne (Australia)    | Medalla de oro    | Velocidad por equipos |
| Representando a Rusia     |                          |                   |                       |
| Campeonato Europeo        |                          |                   |                       |
| Año                       | Lugar                    | Medalla           | Competición           |
| 2017                      | Berlín (Alemania)        | Medalla de plata  | Keirin                |